# David Petersen (auteur)
Pour les articles homonymes, voir David Petersen (homonymie) et Petersen.
David Petersen (né le 4 juillet 1977, à Flint dans le Michigan) est un auteur de bande dessinée américain connu pour sa bande dessinée tous publics Légendes de la garde, créée en 2005.

## Biographie
David Petersen a fréquenté le Mott Community College à Flint, dans le Michigan , avant de poursuivre son cursus à l'université de l'Ouest du Michigan l'Eastern Michigan University , où il a obtenu un diplôme en beaux-arts (BFA en gravure.

## Publications

### Originales en anglais

#### Livres pour enfants
- Papa Bear
- Rest In Peace Bailey Bear (2004)
- The Mouse And The Cardinal
- Maddie + The Monster
- What Emma Will Be (2005)
- Kate's Escape (2005)

#### Bandes dessinées
- Voices (2004, ComiXpress)
- Ye Olde Lore Of Yore, Volume 1 (2005, ComiXpress)
- Mouse Guard (2006–, Archaia Studios Press)

### Traductions en français
- Légendes de la garde, Gallimard :

1. Automne 1152, 2008  (ISBN 9782070616190).
2. Hiver 1152, 2011  (ISBN 9782070695737).
3. La Hache noire, 2014  (ISBN 9782070657681).

- Légendes de la garde : Baldwin le Brave et Autres Contes, Gallimard 2015  (ISBN 9782070667215).
- Légendes de la garde : Bastian, Loup solitaire et Autres Contes, Gallimard, 2023  (ISBN 9782075190954).

## Prix et récompenses
- 2007 : Prix Russ Manning
- 2008 : Prix Eisner de la meilleure publication pour enfants avec Légendes de la garde : Automne 1152 et Hiver 1152
- 2011 : Prix Eisner de la meilleure anthologie pour Légendes de la garde : Legends of the Guard (avec Paul Morrissey)
- 2014 : Prix Harvey du meilleur album non inédit pour Légendes de la garde t. 3 : La Hache noire